# Pick and Shovel
Pick and Shovel é um curta-metragem do gênero comédia produzido nos Estados Unidos, dirigido por George Jeske e lançado em 1923.